# Caral
Caral, eller Caral-Supe, var en stor bebyggelse i Supedalen, nær byen Supe i Barrancaprovinsen, Peru, omkring 200 km nord for Lima. Caral er den ældste kendte by i Amerika, og er et velstuderet sted for Caral civilisation eller Norte Chico-civilisationen. Områdets arkæologiske udgravninger blev i 2009 optaget på UNESCOs Verdensarvsliste.

## Historie
Caral var beboet mellem ca. 2600 f.Kr. og 2000 f.Kr.,  dækkende et område på mere end 60 hektare. Caral blev beskrevet af sine udgravere som den ældste by i Amerika, en påstand, der senere blev udfordret som andre gamle bosættelser blev fundet i nærheden. Med mere end 3.000 indbyggere, det er den bedste studeret og en af de største fra Norte Chico-civilisationen kendte bebyggelser.

## Arkæologiske fund
Paul Kosok opdagede Caral i 1948, men fundet fik på det tidspunkt kun lidt opmærksomhed fordi det syntes at mangle mange typiske artefakter, der blev søgt efter arkæologiske steder i hele Andesregionen på det tidspunkt. Arkæolog Ruth Shady lavede yderligere undersøgelser af de 5.000 år gamle bygninger og pyramider med det omfattende kompleks af templer, et amfiteater og almindelige huse.  Caral bebyggelserne er spredt over et 607 000 m² stort området og indeholder pladsers og boliger. Området var en blomstrende metropol på nogenlunde samme tid som Egyptens store pyramider blev bygget.

### Pyramiderne
Den vigtigste pyramide (spansk:  Pirámide Mayor) dækker et område med en størrelse af fire fodboldbaner og er 18 m høj. Caral er det største registrerede bebyggelse i Andesregionen som dateres ældre end 2000 f.Kr. og synes at have været model for byplanlægning af byer for flere Andescivilisationer. Det menes, at Caral kan besvare spørgsmål om oprindelsen af Andes civilisationer og udviklingen af de første byer.
Blandt de fundne artefakter i Caral er et knudret tekstil stykke, som udgraverne har kaldt en quipu. De hævder, at dette fund er bevis for at quipu var et journalføring system, der involverer knuder bundet i reb, en metode, der senere blev bragt til perfektion af inkafolket. Det er foreslået at quipu også kan indeholde logografisk information på samme måde skriftligt gør.Det er blevet foreslået at quipus brugte et binært system der kunne indeholde informationer i form af logogramer.
Der er ikke fundet spor af krigsførelse i form af brystværn, våben eller lemlæstede skeletter ved Caral, hvilket tolkes som at det var et fredeligt samfund som byggede på handel og fornøjelse. Byen menes at have haft en befolkning på ca. 3000 mennesker.
I Caral området er der yderligere fundet 19 andre pyramide komplekser spredt ud over et område på 80 km ² af Supedalen. Fundet af Quipu viser, at den senere inkacivilisation har bevaret dele af kulturen i Caral civilisation. Hvis de 19 andre steder i området medregnes kan den samlede befolkning i Supedalen estimeres til ca. 20.000 personer. Alle disse bebyggelser i Supedalen ha ligheder med Caral i form af bl.a. små platforme eller stensætninger. Det menes at Caral var i fokus i denne civilisation, som i sig selv var en del af et endnu større samfund med handel med både kystsamfund og regionerne længere inde i landet.

## Ekstene links
- Wikimedia Commons har flere filer relateret til Caral
- Official website features 3-D renderings of major monument.
- Caral quipu Arkiveret 10. august 2011 hos  Wayback Machine
- BBC Horizon program om Caral (engelsk)

## Video
- Caral. Searching the origin of civilisations. 49.03 minutes. BBC Learning

10°53′37″S 77°31′13″V / 10.893611111111°S 77.520277777778°V